# Ottawowie
Ottawowie (nazwa własna ot'-a-wa, w języku Kri adawe, co oznacza handel) – plemię Indian Ameryki Północnej zamieszkujące okolice Wielkich Jezior, głównie brzegi Jeziora Huron od dzisiejszej miejscowości Saginaw do Detroit.

## Opis
W czasach najdawniejszych Ottawowie zajmowali się handlem wymiennym takimi produktami jak kukurydza, olej słonecznikowy, skóry, futra, makaty, tytoń oraz zioła lecznicze. Ich język (ottawa lub anishinaabe) należy do języków algonkiańskich i spokrewniony jest z językiem odżibwe (ojibwe).
Był to lud wojowniczy, który stawał po stronie Francuzów w ich starciach z Anglikami. Nim zostali zmuszeni do odejścia na zachód, stworzyli federację plemienną z Odżibwejami i Potawatomi, znaną jako "Trzy Ogniska". Ich najbardziej znanym wodzem był Pontiak, a prowadzone przezeń w latach 1763–1766 Powstanie Pontiaka, toczące się głównie w okolicach Detroit, jest znaczącym fragmentem ich dziejów. Dekadę później wódz Egushawa poprowadził ich u boku Brytyjczyków do walki z powstającymi Stanami Zjednoczonymi. Brali udział we wszystkich wojnach indiańskich nad Wielkimi Jeziorami aż do roku 1812.
W roku 1833 ich ziemie wzdłuż wybrzeża Jeziora Michigan – na mocy Traktatu Chicagowskiego – przeszły na własność administracji amerykańskiej. Wielu Ottawów wyemigrowało na zachód, inni znaleźli schronienie w rezerwatach stanu Michigan.
Obecnie ok. 15 tys. Ottawów zamieszkuje głównie rezerwaty Oklahomy, Michigan i niescedowane terytoria tubylcze na wyspach Walpole i Manitoulin w prowincji Ontario przy granicy ze Stanami Zjednoczonymi. Wielu rozproszyło się po miastach USA i Kanady.

## Społeczności
Współczesne społeczności Ottawów w USA i Kanadzie (rezerwaty):
- Walpole Island, Ontario
- Ottawa Tribe of Oklahoma, Oklahoma
- Grand River Bands, Michigan
- Grand Traverse Band of Ottawa and Chippewa Indians, Michigan
- Burt Lake Band, Michigan
- Little Traverse Bay Bands of Odawa Indians, Michigan
- Little River Band of Ottawa Indians, Michigan
- Wikwemikong, Ontario

Nazwą ich plemienia nazwano środkowy bieg Rzeki Świętego Wawrzyńca, jak również stolicę Kanady. Tę samą nazwę noszą liczne miasta i hrabstwa w stanach USA i prowincjach Kanady oraz rzeki i strumienie na obszarach Ameryki Północnej.